# 堀米悠斗
堀米 悠斗（ほりごめ ゆうと、1994年9月9日 - ）は、北海道札幌市厚別区出身のプロサッカー選手。Jリーグ・アルビレックス新潟所属。ポジションはミッドフィールダー、ディフェンダー。
Fリーグのエスポラーダ北海道に所属する堀米将太は兄。

## 来歴
コンサドーレ札幌のアカデミーであるジュニアサッカースクール、U-12、U-15、U-18を経て、高校3年生時の2012年11月18日に中原彰吾、永坂勇人、神田夢実、阿波加俊太、深井一希と共に2013年以降のトップチームへの昇格が発表された。同年の第20回Jリーグユース選手権大会では主将としてチームを牽引し優勝を遂げる。
2013年は、キャプテンの河合竜二から責任感の強さを買われ、ルーキーながら副キャプテンに就任した。
2014年、福島ユナイテッドFCへ期限付き移籍。同シーズン終了後、移籍期間満了により札幌に復帰した。
2017年よりアルビレックス新潟へ完全移籍した。左サイドバックとしてリーグ戦に24試合出場するも、チームはJ2へ降格した。

## 人物
2021年7月25日、東京オリンピックのスケートボード競技・男子ストリートで金メダルを獲得した堀米雄斗と漢字一字違い（読みは同じ）だったことから注目を集め、同日18時に「なんもしてないのになんかフォロワー増えててワロタ」とツイート。しかし、このツイート後も、勘違いして祝福のコメントを寄せるユーザーに溢れてしまい、「俺サッカー選手だよ…スケボーに乗ったこともないんだよ」と困惑した様子で再びツイートし、本来のスケートボーダーのアカウントへの誘導を行った。この騒動をきっかけに、翌日にはスケートボードの板を購入している。

## 所属クラブ
- コンサドーレ札幌ジュニアサッカースクール
- コンサドーレ札幌ユース・U-12（札幌市立もみじ台西小学校）
- コンサドーレ札幌ユース・U-15（札幌市立もみじ台中学校）
- コンサドーレ札幌U-18（北海道札幌厚別高等学校）
- 2013年 - 2016年  コンサドーレ札幌 / 北海道コンサドーレ札幌
  - 2014年  福島ユナイテッドFC（期限付き移籍）
- 2017年 -  アルビレックス新潟

## 個人成績
| 国内大会個人成績 | 国内大会個人成績 | 国内大会個人成績 | 国内大会個人成績 | 国内大会個人成績 | 国内大会個人成績 | 国内大会個人成績 | 国内大会個人成績 | 国内大会個人成績 | 国内大会個人成績 | 国内大会個人成績 | 国内大会個人成績 |
| 年度             | クラブ           | 背番号           | リーグ           | リーグ戦         | リーグ戦         | リーグ杯         | リーグ杯         | オープン杯       | オープン杯       | 期間通算         | 期間通算         |
| 年度             | クラブ           | 背番号           | リーグ           | 出場             | 得点             | 出場             | 得点             | 出場             | 得点             | 出場             | 得点             |
| 日本             | 日本             | 日本             | 日本             | リーグ戦         | リーグ戦         | リーグ杯         | リーグ杯         | 天皇杯           | 天皇杯           | 期間通算         | 期間通算         |
| ---------------- | ---------------- | ---------------- | ---------------- | ---------------- | ---------------- | ---------------- | ---------------- | ---------------- | ---------------- | ---------------- | ---------------- |
| 2013             | 札幌             | 31               | J2               | 9                | 0                | -                | -                | 3                | 0                | 12               | 0                |
| 2014             | 福島             | 4                | J3               | 18               | 0                | -                | -                | 1                | 0                | 19               | 0                |
| 2015             | 札幌             | 31               | J2               | 36               | 1                | -                | -                | 1                | 0                | 37               | 1                |
| 2016             | 札幌             | 31               | J2               | 33               | 0                | -                | -                | 2                | 0                | 35               | 0                |
| 2017             | 新潟             | 27               | J1               | 24               | 0                | 4                | 0                | 1                | 0                | 29               | 0                |
| 2018             | 新潟             | 31               | J2               | 6                | 0                | 2                | 0                | 0                | 0                | 8                | 0                |
| 2019             | 新潟             | 31               | J2               | 22               | 0                | -                | -                | 0                | 0                | 22               | 0                |
| 2020             | 新潟             | 31               | J2               | 33               | 3                | -                | -                | -                | -                | 33               | 3                |
| 2021             | 新潟             | 31               | J2               | 41               | 1                | -                | -                | 1                | 0                | 42               | 1                |
| 2022             | 新潟             | 31               | J2               | 40               | 1                | -                | -                | 0                | 0                | 40               | 1                |
| 2023             | 新潟             | 31               | J1               | 20               | 0                | 1                | 0                | 1                | 0                | 22               | 0                |
| 2024             | 新潟             | 31               | J1               | 20               | 0                | 2                | 0                | 2                | 0                | 24               | 0                |
| 2025             | 新潟             | 31               | J1               |                  |                  |                  |                  |                  |                  |                  |                  |
| 通算             | 日本             | 日本             | J1               | 64               | 0                | 7                | 0                | 4                | 0                | 75               | 0                |
| 通算             | 日本             | 日本             | J2               | 220              | 6                | 2                | 0                | 7                | 0                | 229              | 6                |
| 通算             | 日本             | 日本             | J3               | 18               | 0                | -                | -                | 1                | 0                | 19               | 0                |
| 総通算           | 総通算           | 総通算           | 総通算           | 302              | 6                | 9                | 0                | 12               | 0                | 323              | 6                |

- Jリーグ初出場 - 2013年3月31日 J2第6節 対ガンバ大阪 (札幌ドーム)
- Jリーグ初得点 - 2015年11月23日 J2第42節 対栃木SC（札幌ドーム）

## タイトル

### チーム
北海道コンサドーレ札幌
- J2リーグ（2016年）

アルビレックス新潟
- J2リーグ（2022年）

### 個人
- J2リーグ・ベストイレブン（2022年）
- JPFAアワード（J2）・ベストイレブン：1回（2022年）

## 代表歴
- U-15日本代表
  - AFC U-16選手権2010 (予選)
- U-16日本代表
  - AFC U-16選手権2010
- U-17日本代表